# Myszak leśny
Myszak leśny (Peromyscus maniculatus) – gatunek ssaka z podrodziny nowików (Neotominae) w obrębie rodziny chomikowatych (Cricetidae), występujący we wschodniej Ameryce Północnej.

## Zasięg występowania
Myszak leśny występuje ww wschodniej Ameryce Północnej od Quebecu we wschodniej Kanadzie na południe do Tennessee i Karoliny Północnej, na zachód do rzeki Missisipi w Stanach Zjednoczonych i na północny zachód do Manitoby w środkowej Kanadzie.

## Taksonomia
Gatunek po raz pierwszy zgodnie z zasadami nazewnictwa binominalnego opisał w 1845 roku amerykański zoolog Johann Andreas Wagner nadając mu nazwę Hesperomys maniculatus. Holotyp pochodził z osad morawskich, w Labradorze, w Kanadzie. 
P. maniculatus należy do grupy gatunkowej maniculatus. We wcześniejszych ujęciach systematycznych uważano, że P. maniculatus reprezentuje jeden szeroko rozpowszechniony gatunek, ale dane genetyczne potwierdzają rozpoznanie pięciu różnych gatunków: P. maniculatus, P. sonoriensis, P. arcticus, P. labecula i P. gambeli. Autorzy Illustrated Checklist of the Mammals of the World uznają ten takson za gatunek monotypowy.

### Etymologia
- Peromyscus: gr. πηρα pēra „torba”; μυσκος muskos „myszka”, od zdrobnienia μυς mus, μυος muos „mysz”[8].
- maniculatus: nowołac. maniculatus „mieć małe ręce, o małych rękach”, od łac. manicula „rączka”, od manus „ręka”; przyrostek zdrabniający -ulus[9].

## Morfologia
Długość ciała (bez ogona) 75–99 mm, długość ogona 46–123 mm, długość ucha 10–12 mm, długość tylnej stopy 17–25 mm; masa ciała 17–28 g. Osobniki żyjące w lasach są większe od występujących  na prerii. Miękkie, krótkie futro jest szarobrązowe na grzbiecie i białe na brzuchu. Ciało smukłe, owalne. Duże oczy i uszy. Długie wibrysy. Przednie nogi krótsze od tylnych. Ogon jest dwukolorowy, ciemniejszy u góry i jasny na dole. Kolory są wyraźnie rozgraniczone, co odróżnia zwierzę od innych przedstawicieli rodzaju Peromyscus.

## Ekologia
Występuje w bardzo różnorodnym środowisku – od stoków górskich, przez łąki i pola uprawne, po pustynie. Najliczniej żyje na preriach, w lasach i na terenach porośniętych krzewami.

### Tryb życia
Nocny tryb życia. Osobniki żyjące na prerii mieszkają w norach wykopanych przez siebie, lub opuszczonych przez poprzedniego właściciela. Myszaki występujące w lasach budują gniazda w zaroślach, we wnętrzu pni, lub pod korą. Czasami zajmują stare ptasie gniazda, lub zamieszkują ludzkie budynki. Żyją w stadach złożonych z samca, kilku samic i ich młodych. W zimie w jednej norze można znaleźć grupki złożone z 10 osobników, zebranych razem dla ochrony przed chłodem. W mroźne dni zwierzęta zapadają w torpor. Są terytorialne – ich teren mierzy od 242 do 3000 metrów kwadratowych. Terytorium samców jest większe od terenu samic. 

### Pożywienie
Wszystkożercy. Zjadają bezkręgowce, nasiona, owoce, kwiaty, orzechy. Są koprofagami (zjadają własne odchody). W zimniejszym klimacie gromadzą jedzenie na zimę.

### Rozmnażanie
Myszak leśny jest poligamiczny. Okres rozrodczy trwa cały rok, choć najczęściej zwierzę rozmnaża się podczas ciepłych miesięcy.  Samica po trwającej 22-30 dni ciąży rodzi od 1 do 11 nagich, głuchych i ślepych młodych, które karmi mlekiem przez 25-35 dni. Po 2 dniach życia młode pokrywają się futrem, po 10 ich słuch jest w pełni sprawny, po 15 otwierają oczy, po 35 są już całkowicie samodzielne. Niektóre mogą się rozmnażać natychmiast po opuszczeniu matki, jednak przeciętny wiek osiągnięcia dojrzałości płciowej wynosi 49 dni. Samica tuż po wychowaniu młodych znów jest płodna. Myszaki mogą żyć 8 lat, ale na wolności zwykle nie dożywają roku.

## Korelacje z człowiekiem
Myszak leśny jest nosicielem wirusa Sin Nombre, bardzo niebezpiecznego dla człowieka.